# Alkarska ergela
Alkarska ergela, konjogojsko gospodarstvo osnovano 2004. godine u Sinju radi uzgoja kvalitetnih konja za potrebe održavanja alkarskih viteških nadmetanja. Za smještaj ergele odabrani su prostori na sinjskom hipodromu. U ergeli je posljednjih godina smješteno oko četrdeset konja, i to uglavnom pasmine engleski punokrvnjak i hrvatski toplokrvnjak. 

## Osnivanje i razvoj
Glavni inicijator i osnivač ergele je udruga građana „Viteško alkarsko društvo" (VAD) iz Sinja, koje je zbog specifične situacije uzrokovane postupnim smanjivanjem uzgoja konja na privatnim seljačkim posjedima odlučilo organizirati vlastiti uzgoj. Registrirano je trgovačko društvo „Alkarska ergela d.o.o." te zaposleno nekoliko djelatnika. Predstavnici Društva dogovorili su s nadležnim tijelima da će se ergela smjestiti u odgovarajućem prostoru na području sinjskog hipodroma, središnjeg mjesta za držanje i treniranje konja u Splitsko-dalmatinskoj županiji. Hipodrom se nalazi u istočnom dijelu grada i na njemu četiri konjička kluba s šireg područja Sinja imaju svoje škole jahanja.
Pri osnivanju ergele dobivena je potpora Ministarstva poljoprivrede i Splitsko-dalmatinske županije, a te institucije i danas sufinanciraju alkarske aktivnosti. Prve godine nakon osnutka ergela je počela funkcionirati s pet priplodnih kobila, a kasnije se vlastiti uzgoj postupno povećavao. Uz to, svoje pastuhe ergela ustupa zainteresiranim privatnim vlasnicima registriranih kobila i time stimulira konjogojstvo u Dalmaciji.

## Uzgoj i osobine konja u ergeli
Uzgoj i održavanje kvalitetnih konja u ergeli važni su radi osiguravanja visoke razine koju ima značajna manifestacija koja se svake godine odvija početkom kolovoza - Sinjske alke. Kvalitetan konj mora zadovoljiti brojne uvjete, s obzirom da se alkarski natjecanje odvija u specifičnim uvjetima. On kao prvo mora postići određenu brzinu, jer stazu duljine 160 metara treba pretrčati za najviše 13 sekundi. Nadalje, alkarsko trkalište ima širinu od samo 5 metara, a s obje njegove strane nalaze se ljudi, pa konj mora biti istreniran da bez problema podnese različite zvukove, pokrete, boje i općenito nesvakodnevnu atmosferu.
U ergeli se uzgajaju konji koji, osim brzine, moraju imati miran, ujednačen trk, te biti mirne ćudi. Oni se treniraju tako da se ne boje iznenadnih situacija, kao što je, na primjer, pucanj topa - mačkule. Konji u ergeli nisu svi iste visine i težine, pa se usklađuju s proporcijama jahača, odnosno alkara. Za više i teže alkare odabiru se viši i teži konji, i obrnuto. Ima, na primjer, alkara koji su visoki i do dva metra, te oni jašu konje koji imaju visinu hrpta oko 180 cm. Uz to, odnos konja i alkara mora biti odnos povjerenja. Stoga alkar tijekom cijele godine mora češće biti u štali sa svojim konjem, kao i izvoditi ga u šetnju.